# Aplysia

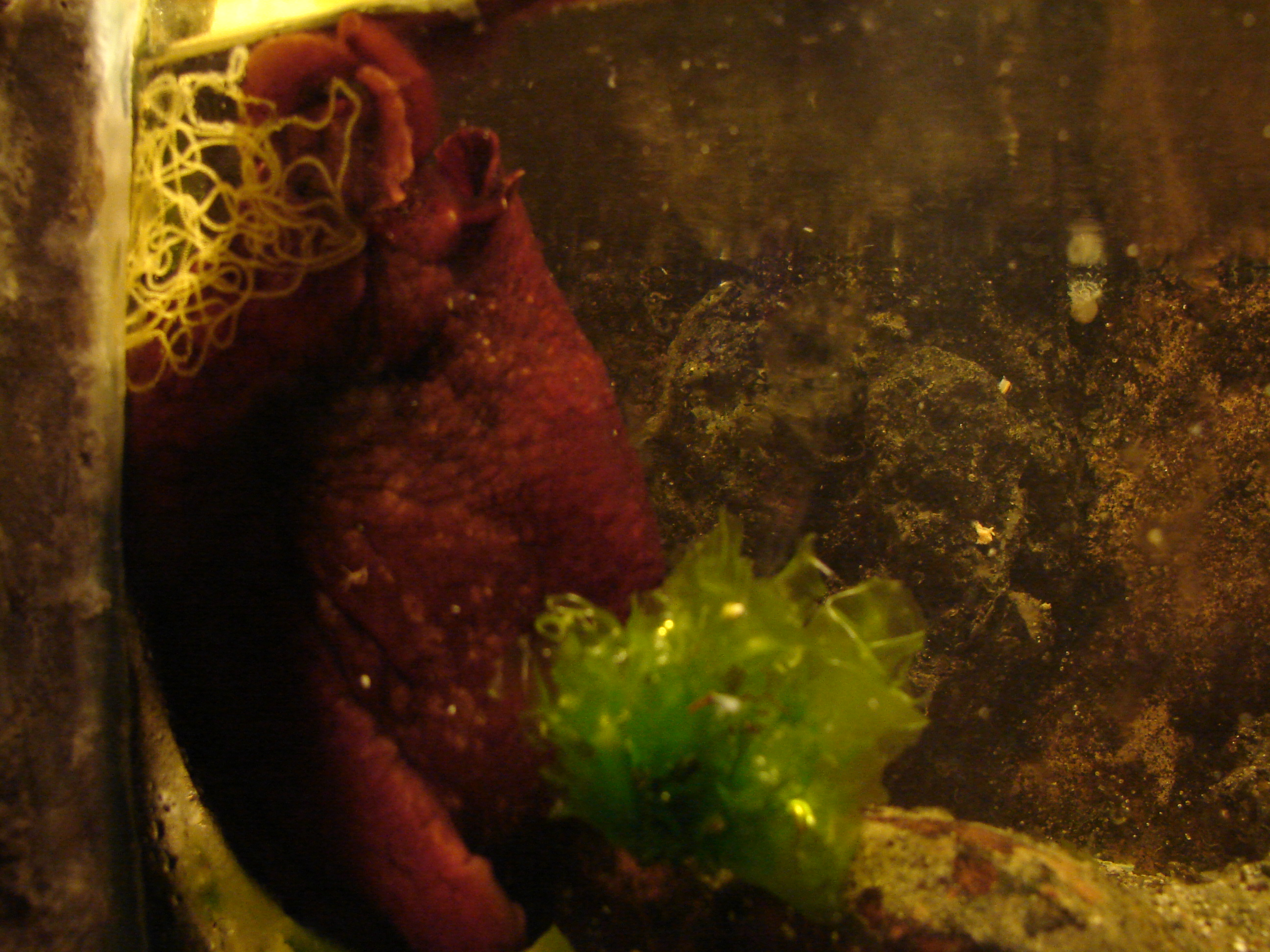
Aplysia punctata Rhodes

O género Aplysia pertence à família Aplysiidae.
Estes animais, quando ameaçados, libertam nuvens de tinta para dificultar a visão ao atacante. Sob direção de Eric R. Kandel, este género tem sido estudado como organismo modelo em neurobiologia, um dos fatores deve-se ao facto da libertação de tinta ser uma resposta mediada por sinapses eléctricas, que permitem que vários neurónios disparem de maneira sincronizada. Esta rápida resposta neural é importante para que o animal reaja imediatamente após o estímulo externo.

## Nomes comuns
Os molúsculos gastrópodes opistobrânquios que pertencem a este género, costumam dar pelos seguintes nomes comuns: vinagreira, aplísia, tintureira e lebre-do-mar.

## Espécies
- Aplysia argus Rüppell & Leuckart, 1830
- Aplysia atromarginata Bergh, 1905
- Aplysia brasiliana Rang, 1828
- Aplysia californica (J.G. Cooper, 1863)
- Aplysia cedrocensis (Bartsch & Rehder, 1939)
- Aplysia cervina (Dall & Simpson, 1901)
- Aplysia cornigera Sowerby, 1869
- Aplysia cronullae Eales, 1960: sinônimo de Aplysia extraordinaria (Allan, 1932) (sinônimo incerto)
- Aplysia dactylomela (Rang, 1828) spotted sea hare
- Aplysia denisoni Smith, 1884: sinônimo de Aplysia extraordinaria (Allan, 1932) (possível sinônimo sênior)
- Aplysia depilans (Gmelin, 1791)
- Aplysia dura Eales, 1960
- Aplysia elongata (Pease, 1860)
- Aplysia euchlora Adams in M.E.Gray, 1850: representado como Aplysia (Phycophila) euchlora (Gray, 1850) (representação alternativa)
- Aplysia extraordinaria (Allan, 1932) (possibly = Aplysia gigantea)
- Aplysia fasciata (Poiret, 1798) ( Aplysia brasiliana Rang, 1828 é um sinônimo júnior).
- Aplysia ghanimii Golestani, Crocetta, Padula, Camacho, Langeneck, Poursanidis, Pola, Yokeş, Cervera, Jung, Gosliner, Araya, Hooker, Schrödl & Valdés, 2019
- Aplysia gigantea Sowerby, 1869
- Aplysia hooveri Golestani, Crocetta, Padula, Camacho, Langeneck, Poursanidis, Pola, Yokeş, Cervera, Jung, Gosliner, Araya, Hooker, Schrödl & Valdés, 2019
- Aplysia inca d'Orbigny, 1837
- Aplysia japonica G. B. Sowerby II, 1869
- Aplysia juanina (Bergh, 1898)
- Aplysia juliana (Quoy & Gaimard, 1832) Walking sea hare
- Aplysia keraudreni Rang, 1828
- Aplysia kurodai (Baba, 1937)
- Aplysia lineolata A. Adams & Reeve, 1850: sinônimo de Aplysia oculifera A. Adams & Reeve, 1850
- Aplysia maculata Rang, 1828
- Aplysia morio (A. E. Verrill, 1901)
- Aplysia nigra d'Orbigny, 1837
- Aplysia nigra brunnea Hutton, 1875
- Aplysia nigrocincta von Martens, 1880
- Aplysia oculifera (Adams & Reeve, 1850)
- Aplysia parva Pruvot-Fol, 1953
- Aplysia parvula (Guilding in Moerch, 1863)
- Aplysia peasei (Tryon, 1895) (taxon inquirendum)
- Aplysia perviridis (Pilsbry, 1895)
- Aplysia pilsbryi (Letson, 1898)
- Aplysia pulmonica Gould, 1852
- Aplysia punctata (Cuvier, 1803)
- Aplysia rehderi Eales, 1960
- Aplysia reticulata Eales, 1960
- Aplysia reticulopoda (Beeman, 1960)
- Aplysia robertsi Pilsbry, 1895
- Aplysia rudmani Bebbington, 1974
- Aplysia sagamiana (Baba, 1949)
- Aplysia sowerbyi Pilsbry, 1895
- Aplysia sydneyensis (Sowerby, 1869)
- Aplysia tanzanensis Bebbington, 1974
- Aplysia vaccaria (Winkler, 1955) (possivelmente ?= Aplysia cedrocensis)
- Aplysia venosa Hutton, 1875 (taxon inquirendum)
- Aplysia vistosa Pruvot-Fol, 1953